# Eisenbahnbrücke Moulins (Allier)
Die Eisenbahnbrücke Moulins (Allier) in Moulins dient der heute nur noch bis Souvigny, früher über Commentry nach Montluçon führenden Bahnstrecke Montluçon–Moulins im Département Allier in der französischen Region Auvergne-Rhône-Alpes.
Sie überquert den Allier und sein Hochwasserbett sowie die Uferstraße Quai d’Allier – Boulevard de Nomazy.
In Moulins wird sie oft nur pont de fer (Eisenbrücke) oder pont noir (schwarze Brücke) genannt im Gegensatz zu der steinernen Pont Régemortes für den Straßenverkehr.
Die zwischen 1857 und 1858 von dem Unternehmen J.F. Cail & Cie. gebaute Brücke war von der nur fünf Jahre älteren Eisenbahnbrücke Asnières beeinflusst, ihr Tragwerk bestand aber nicht mehr aus einem vollständigen Hohlkasten. Die 332,5 m lange Brücke hat stattdessen zwei hohe schmiedeeiserne Vollwandträger, die im Abstand von 8,60 m angeordnet, durch Querträger verbunden und mit diagonalen Verbänden versteift sind. Die Träger lagern auf 8 Doppelpfeilern. Die jeweils oben 2 m, unten 2,5 m starken, runden und durch Andreaskreuze verbundenen Pfeiler bestehen aus gusseisernen, mit Beton gefüllten Rohren, die später mit Stahlbändern gesichert wurden. Beim Bau der Brücke dienten die Rohre als Caissons. Die Brücke hat 7 Brückenfelder mit Pfeilerachsabständen von 42 m und 2 Randfelder von 19,25 m. Das ursprünglich hölzerne Brückendeck wurde 1946 durch eine stählerne Konstruktion ersetzt.

## Einzelnachweise

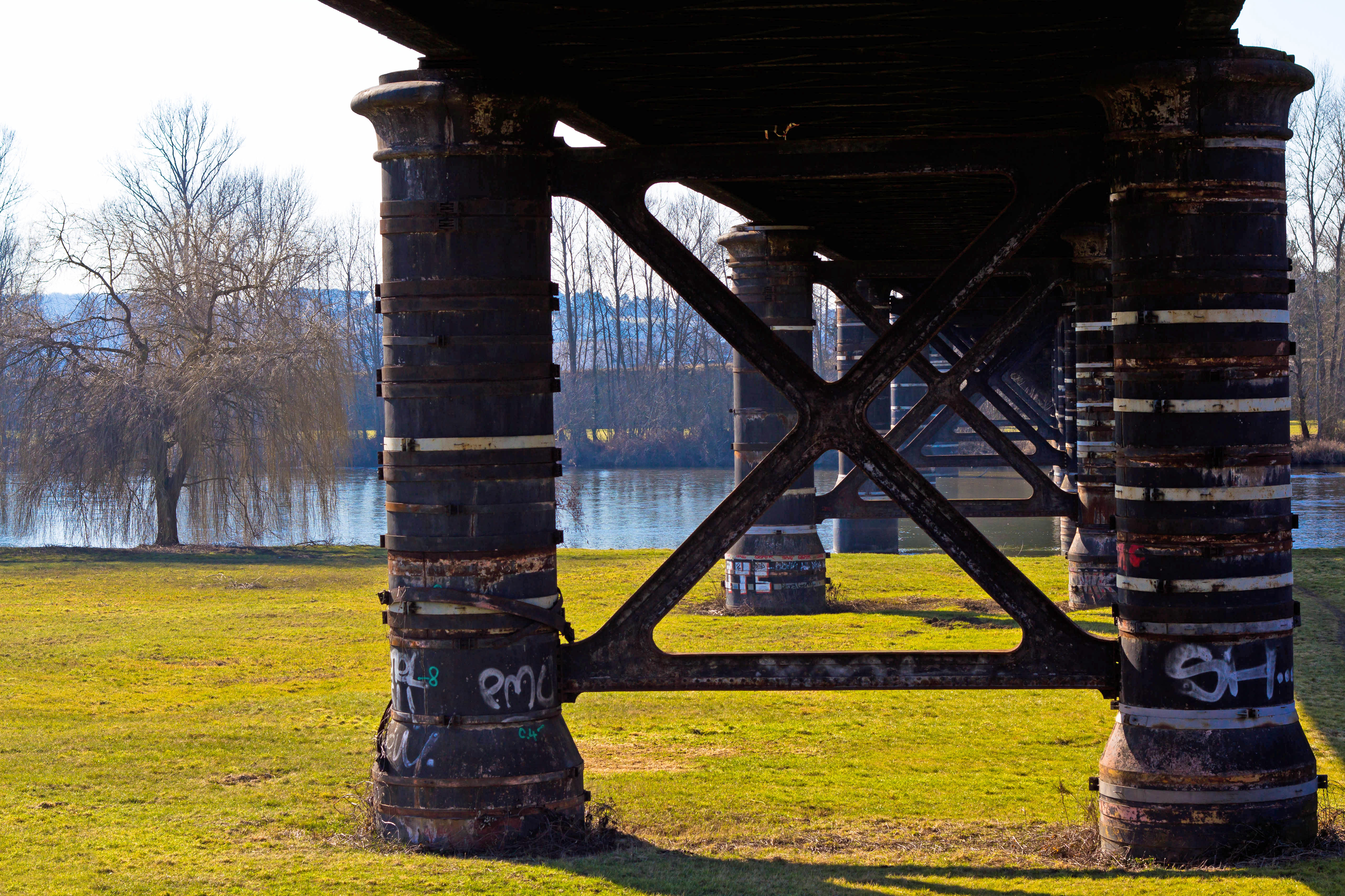